# 博涅赞
列密提巴代二世（1614年—1659年），柬埔寨黑暗時期的一位國王，1642年至1658年在位。本名博涅赞（ពញាចន្ទ，Ponhea Chan，一译婆牙占），越南史料稱之為匿螉禛。
博涅赞是吉·哲塔二世之子。1642年，在馬來族穆斯林商人的幫助下弑國王安南一世，自立為王。他娶了一位馬來女子為妻，放棄了佛教信仰並皈依伊斯蘭教，取教名易卜拉欣（Ibrahim），並屠殺金邊城內的荷蘭居民。荷蘭東印度公司以報仇為名，派艦隊攻擊金邊，被他擊退。
博涅赞的兄弟都是佛教徒，他們向越南的阮主求助。阮福瀕派兵三千人攻打每吹城（今婆地省婆地市），將博涅赞俘虜，用籠子將他押往廣平省扣押。其侄兒巴龍列謝八世被立越南人為新的柬埔寨國王。
博涅赞在翌年去世。有資料認為博涅赞在越南被殺，也有資料認為他很快死於疾病。越南史料則稱他被俘後不久就被釋放回國。